# Celebs on the Farm
Celebs on the Farm est une émission de télévision diffusée au Royaume-Uni avec des célébrités localement connues comme candidats. L'émission peut être comparée à La Ferme Célébrités en France.
En avril 2019, avant la diffusion de la saison 2, un spin off qui s'intitule Celebs on the Ranch.

## Règle
Huit célébrités passent dix jours à s'occuper des animaux, à éponger le fumier et à s'acquitter de leurs autres tâches agricoles sous l'instruction de l'éleveur Chris Jeffery.

## Déroulement des saisons
Légende :
- Vainqueur du jeu
- Deuxième du jeu
- Éliminé(e) du jeu
- Arrivé plus tard dans le jeu
- Abandon

### Saison 1 (2018)
La diffusion s'est déroulé du 20 août 2018 au 31 août 2018.
| Candidat               | Caractéristique                                   | Arrivée | Départ  | Statut    |
| ---------------------- | ------------------------------------------------- | ------- | ------- | --------- |
| Gleb Savchenko (en)    | Danseur et chorégraphe russe                      | Jour 1  | Jour 10 | Vainqueur |
| Bobby-Cole Norris (en) | Vedette de The Only Way Is Essex                  | Jour 1  | Jour 10 | Finaliste |
| Ashley McKenzie (en)   | Champion de judo                                  | Jour 1  | Jour 10 | Finaliste |
| Louie Spence (en)      | Danseur et personnalité de télévision             | Jour 1  | Jour 9  | Éliminé   |
| Charlotte Dawson (en)  | Personnalité de télévision                        | Jour 1  | Jour 9  | Éliminée  |
| Lorraine Chase (en)    | Actrice et ancienne mannequin                     | Jour 1  | Jour 7  | Éliminée  |
| Megan McKenna (en)     | Chanteuse et personnalité de télévision           | Jour 1  | Jour 6  | Éliminée  |
| Sandi Bogle (en)       | Vedette de Gogglebox et cousine de Naomi Campbell | Jour 1  | Jour 5  | Éliminée  |

- Gleb a été danseur professionnel de Strictly Come Dancing, et également sur Dancing with the Stars.
- Ashley a participé en 2012 à Celebrity Big Brother 10.
- Louie a participé en 2013 à Celebrity Big Brother 12.
- Lorraine a participé en 2011 à I'm a Celebrity... Get Me Out of Here! 11
- Megan a participé en 2015 à Celebrity Big Brother 17.
- Sandi a participé en 2017 à Celebrity Big Brother 20.

Résultats et éliminations
| Célébrités |        |        |        |        |          |          |          |        |          |           |
| Célébrités | Jour   | Jour   | Jour   | Jour   | Jour     | Jour     | Jour     | Jour   | Jour     | Jour      |
| Célébrités | 1      | 2      | 3      | 4      | 5        | 6        | 7        | 8      | 9        | 10        |
| ---------- | ------ | ------ | ------ | ------ | -------- | -------- | -------- | ------ | -------- | --------- |
| Gleb       | Sauvé  | Sauvé  | Sauvé  | Sauvé  | Sauvé    | Sauvé    | Sauvé    | Sauvé  | Sauvé    | Vainqueur |
| Ashley     | Sauvé  | Sauvé  | Sauvé  | Sauvé  | Sauvé    | Sauvé    | Sauvé    | Sauvé  | Sauvé    | Finaliste |
| Bobby      | Sauvé  | Sauvé  | Sauvé  | Sauvé  | Sauvé    | Sauvé    | Sauvé    | Sauvé  | Sauvé    | Finaliste |
| Louie      | Sauvé  | Sauvé  | Sauvé  | Sauvé  | Sauvé    | Sauvé    | Sauvé    | Sauvé  | Éliminé  |           |
| Charlotte  | Sauvée | Sauvée | Sauvée | Sauvée | Sauvée   | Sauvée   | Sauvée   | Sauvée | Éliminée |           |
| Lorraine   | Sauvée | Sauvée | Sauvée | Sauvée | Sauvée   | Sauvée   | Éliminée |        |          |           |
| Megan      | Sauvée | Sauvée | Sauvée | Sauvée | Sauvée   | Éliminée |          |        |          |           |
| Sandi      | Sauvée | Sauvée | Sauvée | Sauvée | Éliminée |          |          |        |          |           |

| Mots clés - Sauvé = La célébrité est sauvée pour le jour suivant. - Éliminé(e) = La célébrité est éliminée. - Finaliste = La célébrité est finaliste. - Vainqueur = La célébrité est vainqueur. | Légende couleurs La célébrité est éliminée. La célébrité la plus performante de la ferme. La célébrité est deuxième. La célébrité est vainqueur. |

### Celebs on the Ranch(2019)
La diffusion s'est déroulé du 1er avril 2019 au 12 avril 2019.
| Candidat                   | Caractéristique                            | Arrivée | Départ  | Statut    |
| -------------------------- | ------------------------------------------ | ------- | ------- | --------- |
| Louis Spence (en)          | Danseur et personnalité de télévision      | Jour 1  | Jour 10 | Vainqueur |
| Siva Kaneswaran (en)       | Chanteur membre du groupe The Wanted       | Jour 1  | Jour 10 | Finaliste |
| Jenny Powell (en)          | Animatricede télévision                    | Jour 1  | Jour 10 | Finaliste |
| Courtney Green             | Vedette de The Only Way Is Essex           | Jour 1  | Jour 10 | Finaliste |
| Bobby-Cole Norris (en)     | Vedette de The Only Way Is Essex           | Jour 1  | Jour 9  | Éliminé   |
| Eyal Booker (en)           | Vedette de Love Island                     | Jour 1  | Jour 8  | Éliminé   |
| Georgia Steel (en)         | Vedette de Love Island                     | Jour 1  | Jour 7  | Éliminée  |
| Tanya Bardsley (en)        | Vedette de The Real Housewives of Cheshire | Jour 1  | Jour 7  | Abandon   |
| Mark-Francis Vandelli (en) | Vedette de Made in Chelsea                 | Jour 2  | Jour 6  | Éliminé   |
| Victoria Baker-Harber (en) | Vedette de Made in Chelsea                 | Jour 1  | Jour 4  | Éliminée  |

- Louis a participé en 2013 à Celebrity Big Brother 12, et en 2018 à la première saison de Celebs on the Farm.

Résultats et éliminations
| Célébrités   |        |        |        |          |        |         |          |         |         |           |
| Célébrités   | Jour   | Jour   | Jour   | Jour     | Jour   | Jour    | Jour     | Jour    | Jour    | Jour      |
| Célébrités   | 1      | 2      | 3      | 4        | 5      | 6       | 7        | 8       | 9       | 10        |
| ------------ | ------ | ------ | ------ | -------- | ------ | ------- | -------- | ------- | ------- | --------- |
| Louis        | Sauvé  | Sauvé  | Sauvé  | Sauvé    | Sauvé  | Sauvé   | Sauvé    | Sauvé   | Sauvé   | Vainqueur |
| Courtney     | Sauvée | Sauvée | Sauvée | Sauvée   | Sauvée | Sauvée  | Sauvée   | Sauvée  | Sauvée  | Finaliste |
| Jenny        | Sauvée | Sauvée | Sauvée | Sauvée   | Sauvée | Sauvée  | Sauvée   | Sauvée  | Sauvée  | Finaliste |
| Siva         | Sauvé  | Sauvé  | Sauvé  | Sauvé    | Sauvé  | Sauvé   | Sauvé    | Sauvé   | Sauvé   | Finaliste |
| Bobby        | Sauvé  | Sauvé  | Sauvé  | Sauvé    | Sauvé  | Sauvé   | Sauvé    | Sauvé   | Éliminé |           |
| Eyal         | Sauvé  | Sauvé  | Sauvé  | Sauvé    | Sauvé  | Sauvé   | Sauvé    | Éliminé |         |           |
| Georgia      | Sauvée | Sauvée | Sauvée | Sauvée   | Sauvée | Sauvée  | Éliminée |         |         |           |
| Tanya        | Sauvée | Sauvée | Sauvée | Sauvée   | Sauvée | Sauvée  | Abandon  |         |         |           |
| Mark-Francis | NC     | Sauvé  | Sauvé  | Sauvé    | Sauvé  | Éliminé |          |         |         |           |
| Victoria     | Sauvé  | Sauvé  | Sauvé  | Éliminée |        |         |          |         |         |           |

| Mots clés - Sauvé = La célébrité est sauvée pour le jour suivant. - Éliminé(e) = La célébrité est éliminée. - Abandon = La célébrité abandonne la compétition. - Finaliste = La célébrité est finaliste. - Vainqueur = La célébrité est vainqueur. | Légende couleurs La célébrité est éliminée. la célébrité abandonne. La célébrité a reçu un fer à cheval. La célébrité a été récompensée par un fer à cheval en or et l'immunité jusqu'au final. La célébrité était à l'abri de l'élimination après avoir reçu un fer à cheval en or. La célébrité est finaliste. La célébrité est vainqueur. |

### Saison 2 (2019)
| Candidat           | Caractéristique                                                | Arrivée | Départ  | Statut    |
| ------------------ | -------------------------------------------------------------- | ------- | ------- | --------- |
| Paul Merson        | Ancien footballeur devenu manager                              | Jour 1  | Jour 10 | Vainqueur |
| Artem Chigvintsev  | Danseur et chorégraphe                                         | Jour 1  | Jour 10 | Finaliste |
| Caprice Bourret    | Mannequin et actrice                                           | Jour 2  | Jour 10 | Finaliste |
| David Potts (en)   | Vedette de Ibiza Weekender                                     | Jour 1  | Jour 10 | Finaliste |
| Hayley Hughes (en) | Vedette de Love Island                                         | Jour 1  | Jour 10 | Éliminée  |
| Crissy Rock        | Actrice récompensée de l'Ours d'argent de la meilleure actrice | Jour 1  | Jour 9  | Éliminée  |
| Kadeena Cox        | Cycliste paralympique                                          | Jour 1  | Jour 7  | Éliminée  |
| Charlie Edwards    | Boxeur                                                         | Jour 1  | Jour 7  | Éliminé   |
| James Argent (en)  | Vedette de The Only Way Is Essex                               | Jour 1  | Jour 6  | Éliminé   |
| Tina Malone        | Actrice de télévision                                          | Jour 1  | Jour 4  | Éliminée  |

- Artem a été danseur professionnel de Strictly Come Dancing et de Dancing with the Stars.
- Caprice a participé en 2005 à Celebrity Big Brother 3.
- Crissy a participé en 2011 à I'm a Celebrity... Get Me Out of Here ! 11.
- Tina a participé à Celebrity Big Brother 6 en 2009.

Résultats et éliminations
| Célébrités |        |        |        |          |        |         |          |        |          |           |
| Célébrités | Jour   | Jour   | Jour   | Jour     | Jour   | Jour    | Jour     | Jour   | Jour     | Jour      |
| Célébrités | 1      | 2      | 3      | 4        | 5      | 6       | 7        | 8      | 9        | 10        |
| ---------- | ------ | ------ | ------ | -------- | ------ | ------- | -------- | ------ | -------- | --------- |
| Paul       | Sauvé  | Sauvé  | Sauvé  | Sauvé    | Sauvé  | Sauvé   | Sauvé    | Sauvé  | Sauvé    | Vainqueur |
| Artem      | Sauvé  | Sauvé  | Sauvé  | Sauvé    | Sauvé  | Sauvé   | Sauvé    | Sauvé  | Sauvé    | Finaliste |
| Caprice    | NC     | Sauvée | Sauvée | Sauvée   | Sauvée | Sauvée  | Sauvée   | Sauvée | Sauvée   | Finaliste |
| David      | Sauvé  | Sauvé  | Sauvé  | Sauvé    | Sauvé  | Sauvé   | Sauvé    | Sauvé  | Sauvé    | Finaliste |
| Hayley     | Sauvée | Sauvée | Sauvée | Sauvée   | Sauvée | Sauvée  | Sauvée   | Sauvée | Sauvée   | Éliminée  |
| Crissy     | Sauvée | Sauvée | Sauvée | Sauvée   | Sauvée | Sauvée  | Sauvée   | Sauvée | Éliminée |           |
| Kadeena    | Sauvée | Sauvée | Sauvée | Sauvée   | Sauvée | Sauvée  | Éliminée |        |          |           |
| Charlie    | Sauvé  | Sauvé  | Sauvé  | Sauvé    | Sauvé  | Sauvé   | Éliminé  |        |          |           |
| Arg        | Sauvé  | Sauvé  | Sauvé  | Sauvé    | Sauvé  | Éliminé |          |        |          |           |
| Tina       | Sauvée | Sauvée | Sauvée | Éliminée |        |         |          |        |          |           |

| Mots clés - Sauvé = La célébrité est sauvée pour le jour suivant. - Éliminé(e) = La célébrité est éliminée. - Finaliste = La célébrité est finaliste. - Vainqueur = La célébrité est vainqueur. | Légende couleurs La célébrité est éliminée. La célébrité la plus performante de la ferme. La célébrité a reçu une rosette en or et une immunité dès la prochaine élimination. La célébrité était à l'abri de l'élimination après avoir reçu une rosette en or. La célébrité est deuxième. La célébrité est vainqueur. |

### Saison 3 (2021)
| Candidat               | Caractéristique                                                       | Arrivée jour | Départ jour | Statut    |
| ---------------------- | --------------------------------------------------------------------- | ------------ | ----------- | --------- |
| Kerry Katona           | Ancienne membre des Atomic Kitten                                     | 1            | 10          | Vainqueur |
| Duncan James           | Chanteur membre du groupe Blue et acteur                              | 1            | 10          | Finaliste |
| Harry Aikines-Aryeetey | Athlète spécialiste du sprint                                         | 1            | 10          | Finaliste |
| Cheryl Hole            | Drag queen et ancien participant de RuPaul's Drag Race UK             | 1            | 10          | Finaliste |
| Shaun Williamson       | Acteur dont anciennement EastEnders                                   | 1            | 10          | Éliminé   |
| Lady Colin Campbell    | Biographe de la Famille royale britannique et personnalité médiatique | 1            | 8           | Éliminée  |
| Holly Hagan            | Ancienne vedette de Geordie Shore                                     | 1            | 8           | Éliminée  |
| Montana Brown          | Ancienne vedette de Love Island                                       | 1            | 6           | Éliminée  |
| Malique Thompson-Dwyer | Acteur dont anciennement Hollyoaks                                    | 1            | 5           | Éliminé   |
| Linda Robson (en)      | Actrice dont Birds of a Feather (en)                                  | 1            | 4           | Éliminée  |

- Cheryl a terminé à la 4e place de la saison 1 de RuPaul's Drag Race UK.
- Holly a participé à Geordie Shore des saisons 1 à 13, 17 à 19.
- Shaun a participé à la 20e saison de Celebrity Big Brother UK.
- Lady Colin Campbell a participé à la 15e saison de I'm a Celebrity… Get Me Out of Here!, en 2015.
- Malique a participé à la 18e saison de I'm a Celebrity… Get Me Out of Here!, en 2018.
- Kerry a remporté la 3e saison de I'm a Celebrity… Get Me Out of Here!, en 2004, et a été finaliste de la 8e saison de Celebrity Big Brother UK en 2011.

Résultats et éliminations
| Kerry   | Sauvée | Sauvée | Sauvée | Sauvée   | Sauvée  | Sauvée   | Sauvée | Sauvée   | SAFE   | Vainqueur |  |
| Cheryl  | Sauvée | Sauvée | Sauvée | Sauvée   | Sauvée  | Sauvée   | Sauvée | Sauvée   | Sauvée | Finaliste |  |
| Duncan  | Sauvé  | Sauvé  | Sauvé  | Sauvé    | Sauvé   | Sauvé    | Sauvé  | Sauvé    | Sauvé  | Finaliste |  |
| Harry   | Sauvé  | Sauvé  | Sauvé  | Sauvé    | Sauvé   | Sauvé    | Sauvé  | Sauvé    | Sauvé  | Finaliste |  |
| Shaun   | Sauvé  | Sauvé  | Sauvé  | Sauvé    | Sauvé   | Sauvé    | Sauvé  | Sauvé    | Sauvé  | Éliminé   |  |
| Lady C  | Sauvée | Sauvée | Sauvée | Sauvée   | Sauvée  | Sauvée   | Sauvée | Éliminée |        |           |  |
| Holly   | Sauvée | Sauvée | Sauvée | Sauvée   | Sauvée  | Sauvée   | Sauvée | Éliminée |        |           |  |
| Montana | Sauvée | Sauvée | Sauvée | Sauvée   | Sauvée  | Éliminée |        |          |        |           |  |
| Malique | Sauvé  | Sauvé  | Sauvé  | Sauvé    | Éliminé |          |        |          |        |           |  |
| Linda   | Sauvée | Sauvée | Sauvée | Éliminée |         |          |        |          |        |           |  |

| Mots clés - Sauvé = La célébrité est sauvée pour le jour suivant. - Éliminé(e) = La célébrité est éliminée. - Finaliste = La célébrité est finaliste. - Vainqueur = La célébrité est vainqueur. | Légende couleurs La célébrité est éliminée. La célébrité la plus performante de la ferme. La célébrité a reçu une rosette en or et une immunité dès la prochaine élimination. La célébrité était à l'abri de l'élimination après avoir reçu une rosette en or. La célébrité est deuxième. La célébrité est vainqueur. |